# Béraut
Béraut é uma comuna francesa na região administrativa de Occitânia, no departamento de Gers. Estende-se por uma área de 12,43 km². Em 2010 a comuna tinha 329 habitantes (densidade: 26,5 hab./km²).